# Dansk Skoleidræt
Dansk Skoleidræt er en landsdækkende idrætsorganisation med sekretariat i Nyborg, der arbejder for at forbedre folkesundheden gennem mere fysisk aktivitet i skolerne.
Dansk Skoleidræt har 15 kredsforeninger med forankring i skoleidrætsudvalgene i kommunerne og idrætsudvalgene på skolerne. Kredsforeningerne arrangerer aktiviteter lokalt – både uafhængigt af og i samarbejde med landsorganisationen.

## Organisation
Repræsentantskabet er organisationens øverste myndighed og består af medlemmer fra Dansk Skoleidræts forretningsudvalg, tre repræsentanter valgt af hver kredsforening, en repræsentant fra hver kommune/kommunalt skoleidrætsudvalg samt enkeltpersoner efter indstilling fra en kredsforening eller landsorganisationen. Mellem repræsentantskabsmøderne udøves den daglige ledelse af forretningsudvalget. Forretningsudvalget kan nedsætte forskellige udvalg og har pt. nedsat et økonomiudvalg, et disciplinærudvalg og et internationalt udvalg.
I hver statslig region og i Sydslesvig har Dansk Skoleidræt kredsforeninger. Repræsentanter fra disse mødes 2-4 gange årligt. Landets skoler kan være medlem af Dansk Skoleidræt via kredsforeningerne.
Organisationen arrangerer en række større landsdækkende aktiviteter og turneringer rettet mod alle landets skoler. Målgruppen for aktiviteterne og turneringerne indbefatter alle elever fra de yngste til de ældste, eliten som bredden. Det sker blandt andet gennem Skolernes Motionsdag, Legepatruljen, Skolesport og skolestævner i fodbold, håndbold, atletik, volleyball, basketball og høvdingebold.
Dansk Skoleidræt forskellige idrætsmærker, udgiver undervisningsmaterialer og tilbyder efteruddannelse til idrætslærerne.
"Idræt i Skolen" er Dansk Skoleidræts magasin, som henvender sig til alle, der interesserer sig for idræt i skolen. Det sætter fagligt, pædagogisk og politisk fokus på skoleidrætten og giver inspiration til mere bevægelse i landets skoler.

## Historie
Begyndelsen til organisationen blev lagt i 1930’erne, hvor der var stor fremgang for idræt i skolerne med byggeri af idrætssale og sportspladser. Først efter krigen kom der igen gang i skolernes idrætsliv. I sommeren 1945 rejste skolelærer Povl Jørgensen, København til Sverige for at overvære en landsdækkende turnering for skoleelever, arrangeret af det svenske Skoleidrottsförbundet.
Hjemme i Danmark motiverede han andre danske lærere, der gjorde en indsats for den frivillige idræt om, at de skulle oprette et skoleidrætsforbund og den 28. september 1946 blev Dansk Skoleidræt stiftet.

## Ekstern henvisning og kilde
- Dansk Skoleidræts hjemmeside Arkiveret 12. november 2011 hos  Wayback Machine